# Mel Brown
Mel Brown (Jackson (Mississippi), 7 oktober 1939 – Kitchener (Ontario), 20 maart 2009) was een Amerikaanse bluesmuzikant (gitaar, bas, piano).

## Biografie
Brown groeide op in Jackson, Mississippi, waarna hij verhuisde naar Los Angeles, waar hij sinds eind jaren 1950 voornamelijk als sessiemuzikant werkte o.a. op opnamen van Bobby Darin en Bill Cosby. Hij werkte ook mee aan het album Funky Town van T-Bone Walker. Eind 1960 ging hij op tournee met de formatie The Olympics, waarna hij twee jaar speelde in de begeleidingsband van de zangeres Etta James. Later speelde hij ook in de band van Oliver Nelson (Live from Los Angeles, 1967), Jimmy McGriff (The Starting Five, 1986) en met de West Coast bassist Leroy Vinnegar (Walking the Basses, 1992). Hij speelde ook in verschillende lokale bluesbands. In de zomer van 1967 ontstond bij Impulse! Records een eerste blues-funkalbum onder eigen naam (Chicken Fat), waaraan Gerald Wiggins, Herb Ellis, Arthur Wright, Ronald Brown en Paul Humphrey meewerkten. Daarna volgden bij Impuls! Records albums als The Wizard, I'd Rather Suck My Thumb en Big Foot Country Gal.
In 1971 werd Brown lid van de band van zanger Bobby 'Blue' Bland, waar hij tot 1982 bleef en waar hij meewerkte aan diens California Album (1973). In 1979 trad Brown op op het San Francisco Blues Festival. Hij werkte in deze periode ook met blueslegendes als John Lee Hooker en Lightnin' Hopkins en in 1983 in Austin (Texas) in de huisbluesband van Antone's Club. Later begeleidde hij musici als Buddy Guy, Stevie Ray Vaughan en Clifton Chenier. In 1986 werd hij lid van de band The Icebreakers van Albert Collins en werkte hij samen aan het album Cold Snap, daarna bleef hij werken bij Club Antone's in Austin.
Begin 1990 verhuisde Brown naar Kitchener, Ontario in Canada, waar hij zijn eigen band The Homewreckers formeerde, waarmee het album Neck Bones & Caviar (1999) werd opgenomen. Het jaar daarop ontving hij de Prix Big Bill Broonzy en de W.C. Handy Award en in 2001 en 2002 de Juno Award. In 2006 nam Brown zijn laatste album Blues: A Beautiful Thing op. In 2007 ontving hij de Living Blues Award voor beste gitarist. In april 2008 stond hij nog een laatste keer op het podium. Hij trad op met Buddy Guy in Kitchener in Ontario. Brown combineerde elementen van soul, funk en jazz in zijn stijl om een eigentijdse bluesstijl te creëren. Vroege idolen waren de bluesgitaristen B.B. King en T-Bone Walker.

## Overlijden
Mel Brown overleed in maart 2009 op 69-jarige leeftijd aan emfyseemcomplicaties.

## Discografie

### Als leader
- 1967: Chicken Fat (Impulse! Records)
- 1968: The Wizard (Impulse!)
- 1969: Blues for We (Impulse!)
- 1969: I'd Rather Suck My Thumb (Impulse!)
- 1971: Mel Brown's Fifth (Impulse!)
- 1973: Big Foot Country Girl (Impulse!)
- 1973: Eighteen Pounds of Unclean Chitlins and Other Greasy Blues Specialties (BluesWay)
- 1998: Can't Stop Blowin' (Electro-Fi Records) Snooky Pryor met speciale gast Mel Brown
- 1999: Neck Bones & Caviar (Electro-Fi) Mel Brown
- 2000: Double Shot! (Electro-Fi) Snooky Pryor and Mel Brown
- 2001: Homewreckin' Done Live (Electro-Fi) Mel Brown and The Homewreckers
- 2006: Blues – A Beautiful Thing (Electro-Fi) Mel Brown and The Homewreckers
- 2006: Mel Brown – The DVD (Electro-Fi)

### Als sideman
- 1970: Clifford Coulter – East Side San Jose (Impulse!)
- 1971: Clifford Coulter – Do It Now! (Impulse!)
- B.B. King... L.A. Midnight – gitaar
- B.B. King and Bobby Blue Bland – Together for the First Time – gitaar
- Albert Collins – Cold Snap – gitaar
- James Cotton – Mighty Long Time – piano
- Lightnin' Hopkins – It's a Sin To Be Rich – gitaar, orgel, elektrische piano
- John Lee Hooker – Endless Boogie – akoestische gitaar
- John Lee Hooker Never Get Out of The Blues Alive – gitaar en bas
- 1987: Jimmy McGriff – The Starting Five (Milestone, 1987) - gitaar
- 1997: Jimmy McGriff - The Dream Team (Milestone) – gitaar
- Doug Sahm – Juke Box Music – keyboards
- Earl Hooker – Simply The Best – gitaar
- Charles Brown – Legend – gitaar
- 1968: T-Bone Walker – Stormy Monday Blues (BluesWay)
- 1969: T-Bone Walker - Funky Town (BluesWay)
- 1980: Monica Dupont – Monica Dupont Vintage – gitaar
- Little Bobby and The Jumpstarts – Tickets in the Glovebox – piano, gitaar
- Harmonica Shah – Listen At Me Good – gitaar